# NGC 3169
NGC 3169 é uma galáxia espiral (Sa) localizada na direcção da constelação de Sextans. Possui uma declinação de +03° 28' 01" e uma ascensão recta de 10 horas, 14 minutos e 14,7 segundos.
A galáxia NGC 3169 foi descoberta em 19 de Dezembro de 1783 por William Herschel.